# TV4 Film
TV4 Film är en TV-kanal ägd av TV4 Media som visar filmer. Kanalen sänder alla dagar i veckan och numera nästan dygnet runt. Från morgon eller förmiddag till morgon.
Kanalens första chef var Helena Gustafsson (senare Forsman). År 2006 blev Bo Thörnwall chef för kanalen. Från 1 maj 2014 till 2015 var Karolina Stallwood kanalchef.

## Utbud
Kanalen visar främst svensk- och engelskspråkiga långfilmer från olika decennier, med fokus på familjefilm, kända och mindre kända filmklassiker och känslosamma filmer. Kanalen utlovade under en tid en premiär varje kväll, året om.

## Historik
Hösten 2003 utlyste Radio- och TV-verket åtta nya tillstånd att sända digital-tv i marknätet. TV4-gruppen sökte tillstånd för en ny filmkanal, och när verket skulle lämna in sin prioritetslista till regeringen hamnade TV4-gruppens filmkanal högst upp. Regeringens beslut skulle meddelas i januari 2004, men TV4-gruppen fick sitt tillstånd redan i december.
TV4-gruppen slöt avtal med Paramount, MGM, Nordisk Film och SF som skulle leverera filmer till kanalen. Dessutom slöts avtal om distribution med Canal Digital, Com Hem och UPC.
Klockan 20.00 den 18 april 2004 startade kanalen. Premiärfilmen var Top Gun.
Ett år efter starten hade kanalens penetration uppgått till 26 procent, vilket gjorde TV4 Film till den filmkanal som kunde ses av flest i Sverige.  I augusti-oktober 2006 hade kanalen en penetration på 39 procent.
Den 15 november 2006 inleddes sändningar av en finsk version av TV4 Film, MTV3 Leffa.
Den 3 oktober 2011 började TV4 Film att visa reklam under sina långfilmer för att öka sina intäkter, vilket man tidigare inte hade gjort. Kanalen motiverade det med att många andra kommersiella kanaler hade reklamavbrott i filmer och att intäkterna skulle användas för att bekosta nya filmer och stärka kvaliteten på sikt. För normallånga filmer var prognosen 2011 att göra tre stycken reklamavbrott.

## Distribution
Kanalens distribueras främst digitalt via både satellit och kabelnät. I kabelnät sker distribution digitalt via Com Hem och Canal Digital (som även använder analog distribution i viss utsträckning). Canal Digital distribuerar även kanalen till fristående kabelnät.
I marknätet sändes kanalen via multiplex 2 på kanalplats 14. För att se kanalen krävdes ett programkort från Boxer TV Access och ett vanligt kanalpaket. Via satellit distribueras kanalen av Canal Digital. Från början var man tvungen att beställa kanalen separat, men från 15 augusti 2004 ingår kanalen i kanalpaket.
Den 21 april 2005 lanserades kanalen på Viasats plattform och var tillgänglig som tillval för de som abonnerade på Guldpaketet. Från den 1 januari 2006 kom kanalen att ingå i företagets Guld- och Silverpaket.
I oktober 2012 inleddes direktsändningar av TV4 Film och dåvarande TV4-gruppens övriga TV-kanaler även via webben för premiumabonnenter på TV4 Play. När TV4:s playkanal genomgick en större ombyggnad 2017 flyttades kanalerna till C Mores filmtjänst.
Den distribuerades även på webben via Magine.
Den 19 augusti 2020 återkallades tillståndet för TV4 Film i marknätet. Detta då sändningar enligt avtalet skulle ha skett senast 1 juni 2020 men inte gjort detta. Enligt TV4 berodde det på att de inte hade nått ett avtal med den enda betal-tv-operatören i marknätet.